# 禺州
禺州，唐朝时设置的州。
唐高宗总章元年（668年）分白州、容州、窦州、辩州设置东峨州，治所在温水县。总章二年（669年）改东峨州置禺州，治所在峨石县（今广西壮族自治区北流市东南）。辖境相当今广西壮族自治区北流市南部、陆川县北部地，属岭南道。后属容管经略使，下辖峨石县（今广西北流市六麻镇）、扶莱县（今广西北流市白马镇）、罗辩县（今广西北流市六靖镇）、温水县（今广西陆川县）、陆川县（今广西陆川县马坡镇）。北宋开宝五年（972年），废入容州。
禺州刺史
- 陈吴客（开元初年）